# Linyphia urbasae
Linyphia urbasae là một loài nhện trong họ Linyphiidae.
Loài này thuộc chi Linyphia. Linyphia urbasae được Benoy Krishna Tikader miêu tả năm 1970.